# Zaragoza-Delicias
Zaragoza-Delicias – dworzec kolejowy i autobusowy w Saragossie, we wspólnocie autonomicznej Aragonia, w Hiszpanii. Dworzec został otwarty w 7 maja 2003, zbiegło się to z wyborami lokalnymi z 2003 r. Od 5 maja 2007 jest również głównym dworcem autobusowym. 11 czerwca 2008, trzy dni przed inauguracją Expo 2008 na dworcu otworzono Hotel Husa Puerta de Zaragoza.

## Historia
Dworzec został zaprojektowany przez architektów Carlosa Ferratera, José María Valero i Félixa Arranza, i inżyniera Juana Broseta z Walencji. Jest to stacja z dużą przestrzenią wnętrza ponad 160 metrów długości 180 szerokości, skonfigurowany z trzech sal, które organizuje ruch pasażerów odjazdy i przyjazdy pociągów.
Kompleks dworcowy zajmuje około 18,8 ha powierzchni ogólnej. Tylko dla obsługi pociągów wybudowano 8 peronów o długości 400 m.
Jednym z najbardziej innowacyjnych elementów tego projektu jest dach, którego łuki są widoczne ze znacznej odległości. Są one przystosowane do łapania promieni słonecznych.
Budynek dworca ma powierzchnię 40 000 m², a jego wysokość wynosi 30 m.
Dworzec zdobył nagrodę FAD w 2004 w dziedzinie architektury i Premio Brunel w 2005 w 22-ej edycji.

## Połączenia

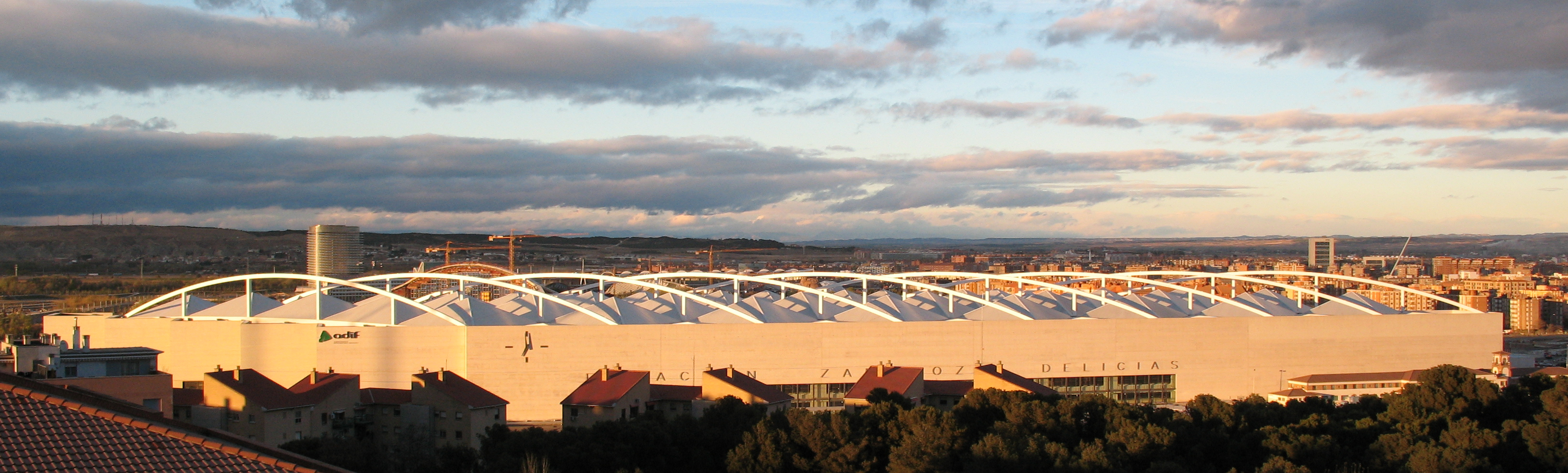
Dworzec Zaragoza-Delicias

- Barcelona Sants
- Bilbao Abando
- Calatayud
- Canfranc
- Gijón
- Hendaye
- Huesca
- Jaca
- La Coruña-San Cristóbal
- Lleida
- Madryt Atocha
- Málaga-María Zambrano
- Miranda de Ebro
- Salamanca
- Sevilla Santa Justa
- València Norte
- Vigo
- Vitoria